# Mark Dickson
Mark Dickson (* 8. Dezember 1959 in Tampa, Florida) ist ein ehemaliger US-amerikanischer Tennisspieler.

## Leben
Dickson studierte an der Clemson University und wurde zwischen 1980 und 1982 dreimal in Folge als Einzelspieler in die Bestenauswahl All-American berufen; hinzu kam eine weitere All-American-Auszeichnung 1981 im Doppel. 1982 wurde er Tennisprofi und konnte bereits im gleichen Jahr in Stockholm an der Seite von Jan Gunnarsson seinen ersten Doppeltitel auf der ATP Tour erringen. Im Laufe seiner Karriere gewann er insgesamt vier Doppeltitel; zudem konnte er 1984 gleich zwei Turniersiege im Einzel feiern, im April in Houston und im November in Toulouse. Seine höchste Notierung in der Tennisweltrangliste erreichte er 1985 mit Position 32 im Einzel sowie 1983 mit Position 23 im Doppel.
Sein bestes Einzelergebnis bei einem Grand-Slam-Turnier war das Erreichen des Viertelfinales bei den US Open 1983, als er sich unter anderem gegen Mel Purcell und John Lloyd durchsetzte und gegen Bill Scanlon erst nach fünf umkämpften Sätzen im Tiebreak unterlegen war. In der Doppelkonkurrenz erreichte er 1983 an der Seite von Sherwood Stewart das Viertelfinale der US Open und 1985 mit Tim Wilkison das Viertelfinale der Australian Open.

## Erfolge
| Legende                       |
| Grand Slam                    |
| Tennis Masters Cup            |
| ATP Masters Series            |
| ATP International Series Gold |
| ATP International Series (6)  |
| ATP Challenger Tour (3)       |

### Einzel

#### Turniersiege

##### ATP Tour
| Nr. | Datum             | Turnier  | Belag     | Finalgegner         | Ergebnis |
| --- | ----------------- | -------- | --------- | ------------------- | -------- |
| 1.  | 8. April 1984     | Houston  | Sand      | Sammy Giammalva Jr. | 6:3, 6:2 |
| 2.  | 25. November 1984 | Toulouse | Hartplatz | Heinz Günthardt     | 7:6, 6:4 |

##### Challenger Tour
| Nr. | Datum           | Turnier          | Belag | Finalgegner     | Ergebnis      |
| --- | --------------- | ---------------- | ----- | --------------- | ------------- |
| 1.  | 25. Juli 1982   | Campos do Jordão | Sand  | Egan Adams      | 6:3, 6:4      |
| 2.  | 15. August 1982 | Brasília         | Sand  | Givaldo Barbosa | 3:6, 6:3, 6:4 |

#### Finalteilnahmen
| Nr. | Datum         | Turnier | Belag       | Finalgegner   | Ergebnis           |
| --- | ------------- | ------- | ----------- | ------------- | ------------------ |
| 1.  | 20. März 1983 | München | Teppich (i) | Brian Teacher | 6:1, 4:6, 2:6, 3:6 |

### Doppel

#### Turniersiege

##### ATP Tour
| Nr. | Datum            | Turnier    | Belag     | Partner        | Finalgegner                     | Ergebnis      |
| --- | ---------------- | ---------- | --------- | -------------- | ------------------------------- | ------------- |
| 1.  | 8. November 1982 | Stockholm  | Hartplatz | Jan Gunnarsson | Sherwood Stewart Ferdi Taygan   | 7:6, 6:7, 6:4 |
| 2.  | 18. Juli 1983    | Boston     | Sand      | Cássio Motta   | Hans Gildemeister Belus Prajoux | 7:5, 6:3      |
| 3.  | 25. Juli 1983    | Washington | Sand      | Cássio Motta   | Paul McNamee Ferdi Taygan       | 6:2, 1:6, 6:4 |
| 4.  | 13. Mai 1984     | Florenz    | Sand      | Chip Hooper    | Bernard Mitton Butch Walts      | 7:6, 4:6, 7:5 |

##### Challenger Tour
| Nr. | Datum          | Turnier  | Belag | Partner        | Finalgegner                   | Ergebnis |
| --- | -------------- | -------- | ----- | -------------- | ----------------------------- | -------- |
| 1.  | 26. April 1987 | Lissabon | Sand  | Magnus Tideman | José López Maeso Alberto Tous | 6:2, 6:4 |

#### Finalteilnahmen
| Nr. | Datum              | Turnier  | Belag         | Partner       | Finalgegner                 | Ergebnis      |
| --- | ------------------ | -------- | ------------- | ------------- | --------------------------- | ------------- |
| 1.  | 24. Oktober 1982   | Wien     | Hartplatz (i) | Terry Moor    | Henri Leconte Pavel Složil  | 1:6, 6:7      |
| 2.  | 10. April 1983     | Houston  | Sand          | Tomáš Šmíd    | Kevin Curren Steve Denton   | 6:7, 7:6, 1:6 |
| 3.  | 30. September 1984 | Honolulu | Teppich (i)   | Mike Leach    | Gary Donnelly Butch Walts   | 6:7, 4:6      |
| 4.  | 14. Oktober 1984   | Tokio    | Hartplatz     | Steve Meister | David Dowlen Nduka Odizor   | 7:6, 4:6, 3:6 |
| 5.  | 20. Oktober 1985   | Basel    | Hartplatz (i) | Tim Wilkison  | Tim Gullikson Tom Gullikson | 6:4, 4:6, 4:6 |